# Abbaye de Niederaltaich

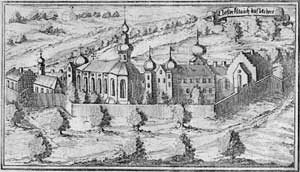
Gravure représentant l'abbaye, extraite de l’Atlas de la cour de Bavière d'Anton Wilhelm Ertl (1687)

L'abbaye de Niederaltaich est une abbaye bénédictine fondée en 731 par le duc Odilon de Bavière. Elle se trouve sur le territoire de la commune de Niederalteich, au bord du Danube, et est consacrée à saint Maurice. Elle fait partie de la congrégation bénédictine de Bavière.

## Histoire
Après la construction des premiers édifices en 731, saint Pirmin parvint à fonder une première communauté avec des moines venus du monastère de Reichenau, sur le lac de Constance. On attribue au premier supérieur du monastère, Eberswind, la rédaction de la Lex Baiuvariorum, le plus ancien texte de droit coutumier du sud de l'Allemagne.

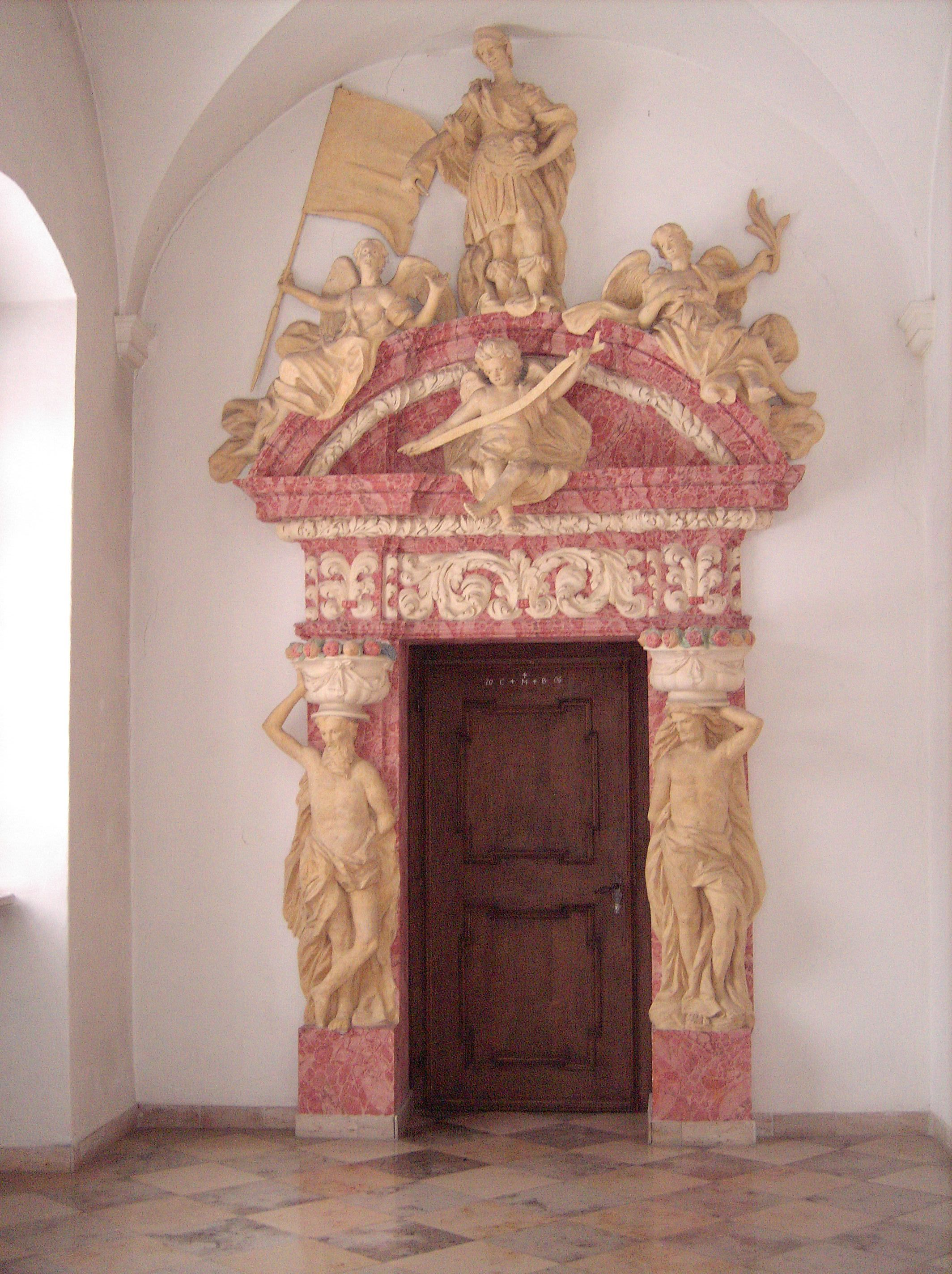
Une porte

Le monastère défricha de grandes étendues de forêt depuis la Bavière Inférieure jusque sur le territoire de l'actuelle république tchèque, fondant ainsi 120 villages à travers la forêt bavaroise. Sous les règnes de Charlemagne et de Louis le Germanique, le domaine abbatial s'étendait jusqu'à la vallée de la Wachau. Sous le règne de Louis, l'abbé Gozbald (825-855) fut même archichancelier d'empire. En 848, le monastère obtint l'autorisation de choisir lui-même son abbé, puis en 857 l'indépendance séculière vis-à-vis du royaume de Germanie. L'abbaye fut une collégiale entre 950 et 990. 
La communauté de Niederaltaich a fourni au fil des siècles trois archevêques, huit évêques et plus de cinquante abbés à l'Église. Les invasions magyares furent suivies d'une décadence passagère de la communauté, qui évolua vers un statut séculier. La renaissance de l'abbaye est l'œuvre de l'abbé Gothard (996-1022). Ce prélat qui, avec l'appui du duc Henri de Bavière, futur empereur sous le nom d'Henri II, réforma les monastères d'Allemagne méridionale, et fut plus tard canonisé, est sans doute l'abbé le plus connu de Niederaltaich. Il devint évêque de Hildesheim et est enterré dans cette ville.
L'abbaye perdit son indépendance, lorsqu'en 1152 l'empereur Frédéric Barberousse en fit legs à l'évêché de Bamberg. Puis en 1242, les Wittelsbach devinrent vidames de l'abbaye, et le domaine abbatial demeura une juridiction fermée de basse justice jusqu'à la sécularisation de la Bavière entre 1802 et 1803. Les abbés les plus éminents de Niederaltaich au cours de ces siècles furent Hermann (de 1242 à 1273), l'auteur des « Annales Hermanni » ; les réformateurs Kilian Weybeck (de 1503 à 1534) et Paulus Gmainer (de 1550 à 1585) ; Vitus Bacheneder, qui fut abbé de 1651 à 1666, jeta les bases du nouvel essor économique de la région après les destructions et les massacres de la guerre de Trente Ans ; enfin, on doit à l'abbé Joscio Hamberger (1700-1739) la reconstruction de la collégiale, confiée à Jakob Pawanger, des édifices baroques actuels, et d'un séminaire.
La sécularisation de la Bavière, consécutive au Recès d'Empire en 1803 entraîna la dispersion de la communauté. En 1813, la foudre s'abattit sur la collégiale, détruite dans l'incendie qui suivit : c'était le début du délabrement d'une grande partie des édifices baroques de l'abbaye. On transforma les dortoirs et les communs en appartements à louer. Les chapelles latérales de la collégiale, son transept gothique et la chapelle épiscopale furent abattus et démantelés. Il fallut attendre 1918 pour qu'avec l'aide financière d'un professeur de théologie, Franz Xaver Knabenbauer, une communauté venue de l'abbaye de Metten puisse revenir occuper le site. Le Saint-Siège octroya en 1932 à la chapelle le titre de « Basilica minor». Enfin, elle retrouva le statut d'abbaye autonome après la guerre en 1949, sous la direction de l'abbé Emmanuel Maria Heufelder.
Les vestiges de l'abbaye de style baroque furent progressivement réhabilités à partir de 1953-1954 pour former, par des travaux ininterrompus, de nouveaux bâtiments, où l'on installa en 1959 un collège privé. Le lycée Saint-Gothard, préservé en 1946, fut agrandi de 1971 à 1973, mais il ferma son internat en 1994, qui fut réaménagé en pension privée et en auberge de 1999 à 2001. Il y a aujourd'hui à Niederaltaich une communauté permanente de trente frères bénédictins, dirigés depuis 2001 par l'abbé Marianus Bieber (né en 1958). Le doyen de la communauté est l'abbé Emmanuel Jungclaussen (né en 1927), connu en Allemagne pour ses nombreux ouvrages de spiritualité.

Intérieur de l'église
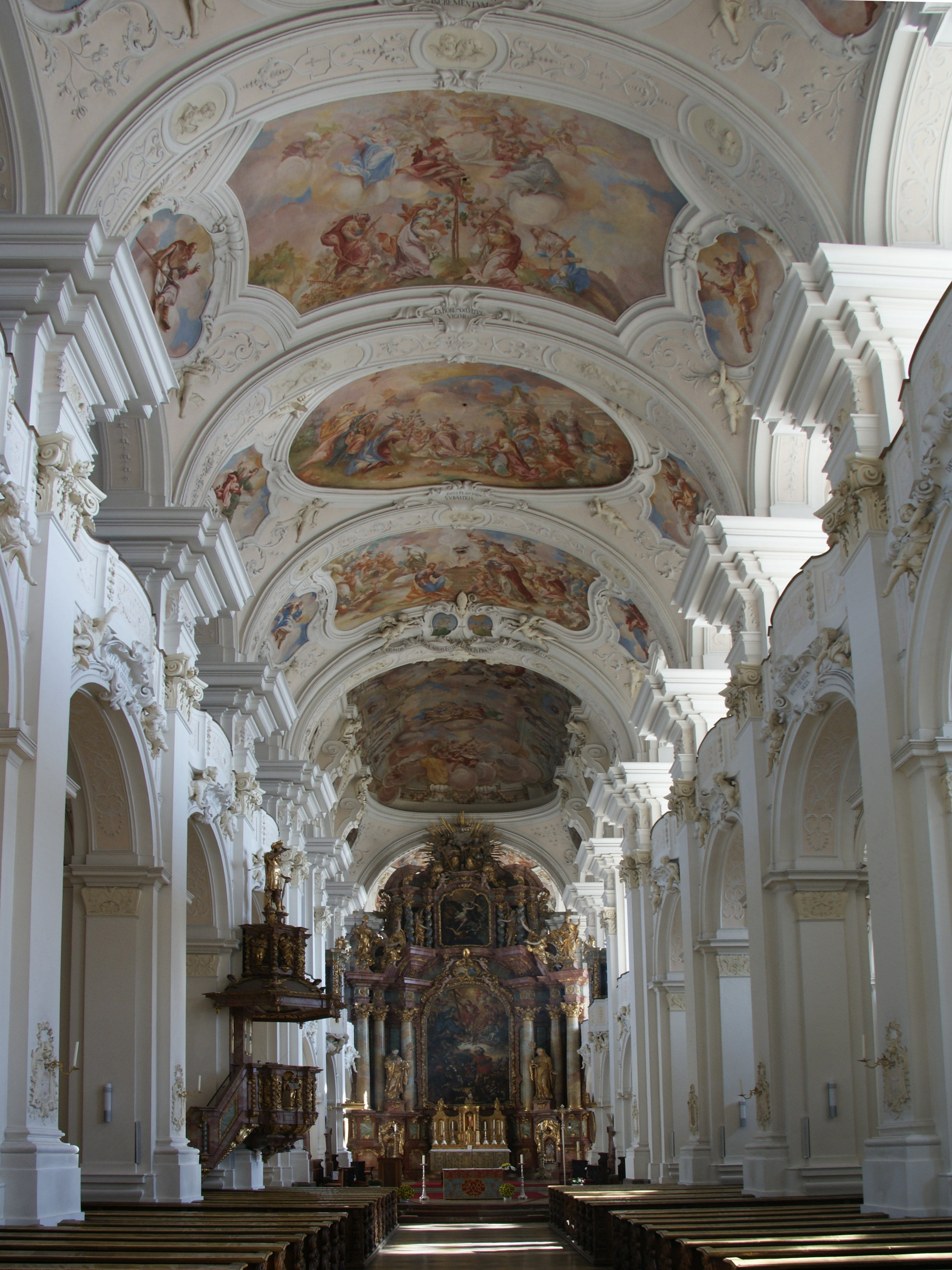
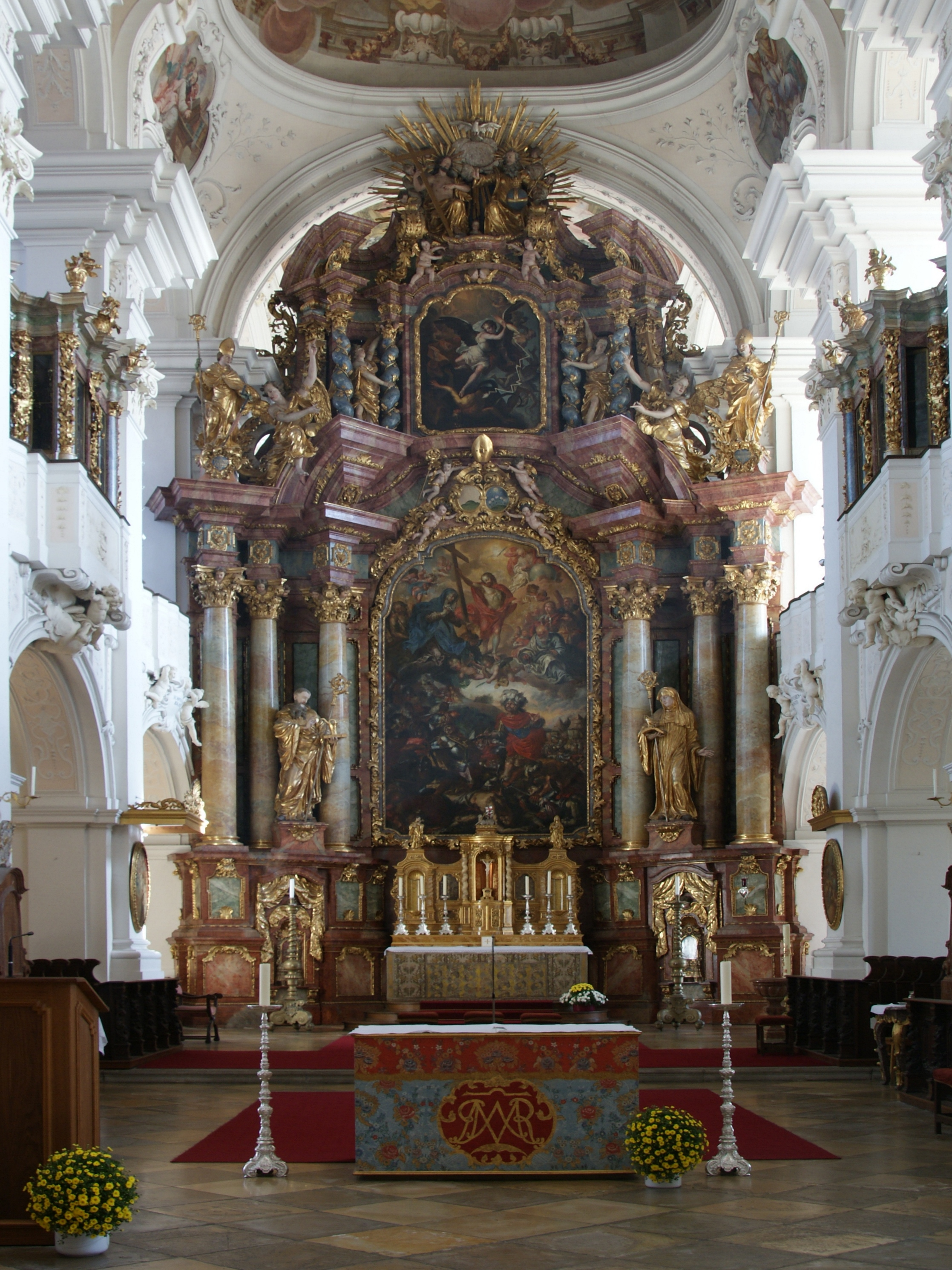
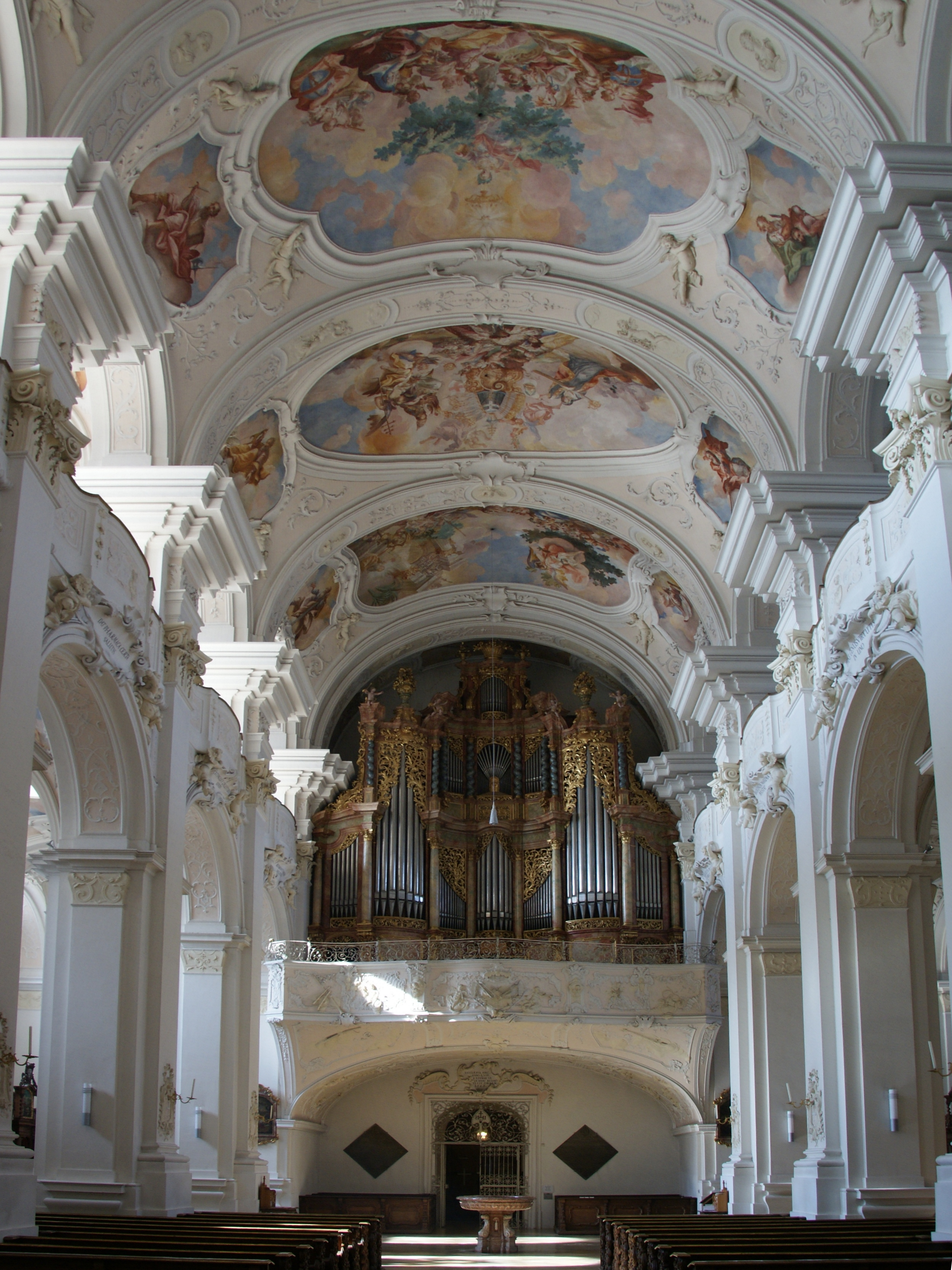
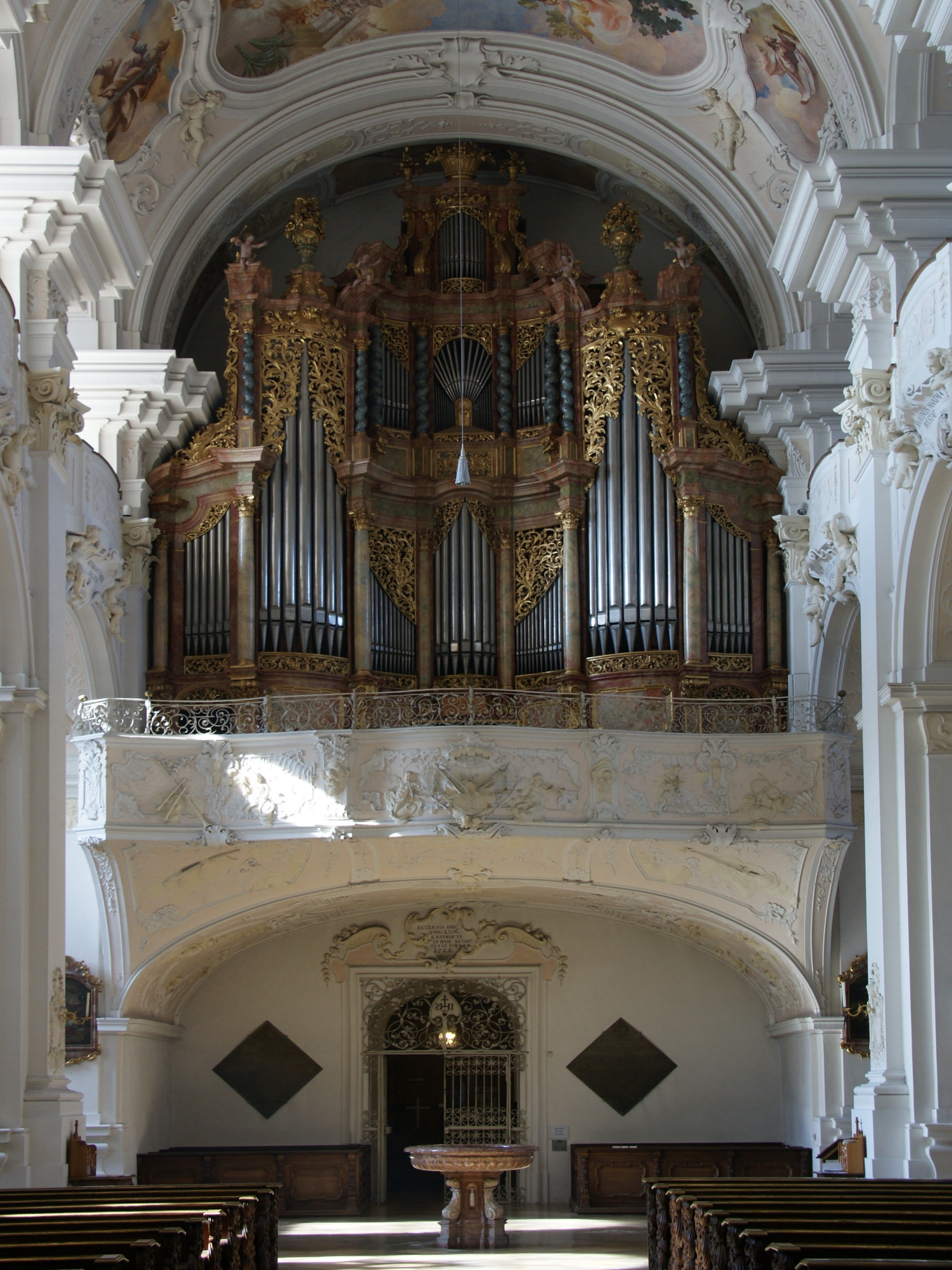

## Œcuménisme
Dans le cadre du courant œcuménique, l'abbaye de Niederaltaich héberge aujourd'hui deux traditions (ou « rites ») de la foi chrétienne : une partie des moines vit et prie selon le rite romain, l'autre selon le rite byzantin. Les Bénédictins se virent en effet confier sous le pontificat du pape Pie XI (1924) la tâche de faire connaître la théologie et la foi des chrétiens orientaux en occident : dans ce but, la « liturgie divine » (eucharistie) et les services sont célébrés en allemand, les textes liturgiques ayant été traduits du slavon et du grec. En 1986, on édifia pour la célébration du rite byzantin une église et une chapelle, toutes deux consacrées à l'évêque saint Nicolas de Myre, à l'emplacement de l'ancienne brasserie du monastère. L'autel est séparé de la nef de l'église par une iconostase. L'aménagement du reste de l'église et de la chapelle rappelle également, avec ses icones, les églises de Russie et de Grèce.

## Sources
- (de) Cet article est partiellement ou en totalité issu de l’article de Wikipédia en allemand intitulé « Kloster_Niederaltaich » (voir la liste des auteurs).